# Richard Bennett Carmichael
Richard Bennett Carmichael (ur. 25 grudnia 1807, zm. 21 października 1884) – amerykański polityk i prawnik.

## Życiorys
Urodzony 25 grudnia 1807 roku Carmichael rozpoczął studia na Dickinson College w Carlisle w Pensylwanii. W 1828 roku ukończył studia prawnicze na Uniwersytecie Princeton. W 1830 roku został przyjęty do palestry i rozpoczął praktykę prawniczą w rodzinnym hrabstwie Queen Anne’s w Maryland.
W latach 1833–1835 przez jedną kadencję Kongresu Stanów Zjednoczonych był przedstawicielem drugiego okręgu wyborczego w stanie Maryland w Izbie Reprezentantów Stanów Zjednoczonych.
W latach 1858–1864 był sędzią sądu okręgowego obejmującego swoją jurysdykcją geograficzną obszar hrabstw Kent, Queen Anne’s, Caroline i Talbot. Na początku wojny secesyjnej, w listopadzie 1861 roku, władze federalne aresztowały trzy osoby i oskarżyły je o nielegalną próbę wpływania na wynik wyborów poprzez zakłócanie porządku na wiecu wyborczym prowadzonym przez unionistów i próbowały postawić je przed sądem, któremu przewodniczył Carmichael.
Będąc przeciwnym takim przypadkowym aresztowaniom i ograniczaniu swobód obywatelskich, sędzia Carmichael nakazał postawić przed ławą przysięgłych wszystkie osoby, które dokonały lub pomagały przy takich aresztowaniach. W rezultacie sekretarz stanu Stanów Zjednoczonych, William Henry Seward, wydał nakaz aresztowania sędziego Carmichaela. Oddziały federalne wkroczyły do sądu sędziego Carmichaela 27 maja 1862 roku, pobito go kolbami pistoletów i zaaresztowano.
Następnie sędzia Carmichael został zabrany do Fortu McHenry w Baltimore. Kolejne sześć miesięcy spędził w rozmaitych więzieniach. Nigdy nie został postawiony przed sądem i ostatecznie został bezwarunkowo zwolniony 4 grudnia 1862 roku.
Po wojnie secesyjnej Carmichael zasiadał w stanowym parlamencie w Maryland. Zmarł 21 października 1884 roku.